# Alex Tulou
Pour les articles homonymes, voir  Tulou.

a Compétitions nationales et continentales officielles uniquement.

b Matchs officiels uniquement.
Alex Tulou, né le 21 mars 1987 à Faga'alu (en) aux Samoa américaines, est un joueur néo-zélandais de rugby à XV évoluant aux postes de troisième ligne centre et de troisième ligne aile. Il est le cousin de Elijah Niko.

## Biographie

### Formation
Né à Faga'alu (en)[réf. nécessaire] aux Samoa américaines et de nationalité néo-zélandaise, Alex Tulou est, entre autres, formé au rugby à XV au sein de l'académie de la Hawke's Bay Rugby Union. Il rentre ensuite dans les services de police à l'âge de 18 ans, portant en parallèle pendant deux saisons le maillot du club de la Wellington Rugby Football Union en championnat des provinces néo-zélandaises, participant aux entraînements avec la franchise de Super 14 des Hurricanes, avant de rejoindre le club de la Taranaki Rugby Football Union.
Sous contrat avec la fédération néo-zélandaise, il porte le maillot national de l'équipe de Nouvelle-Zélande de rugby à sept en 2009, dans le cadre des séries mondiales.

### Carrière en championnat de France

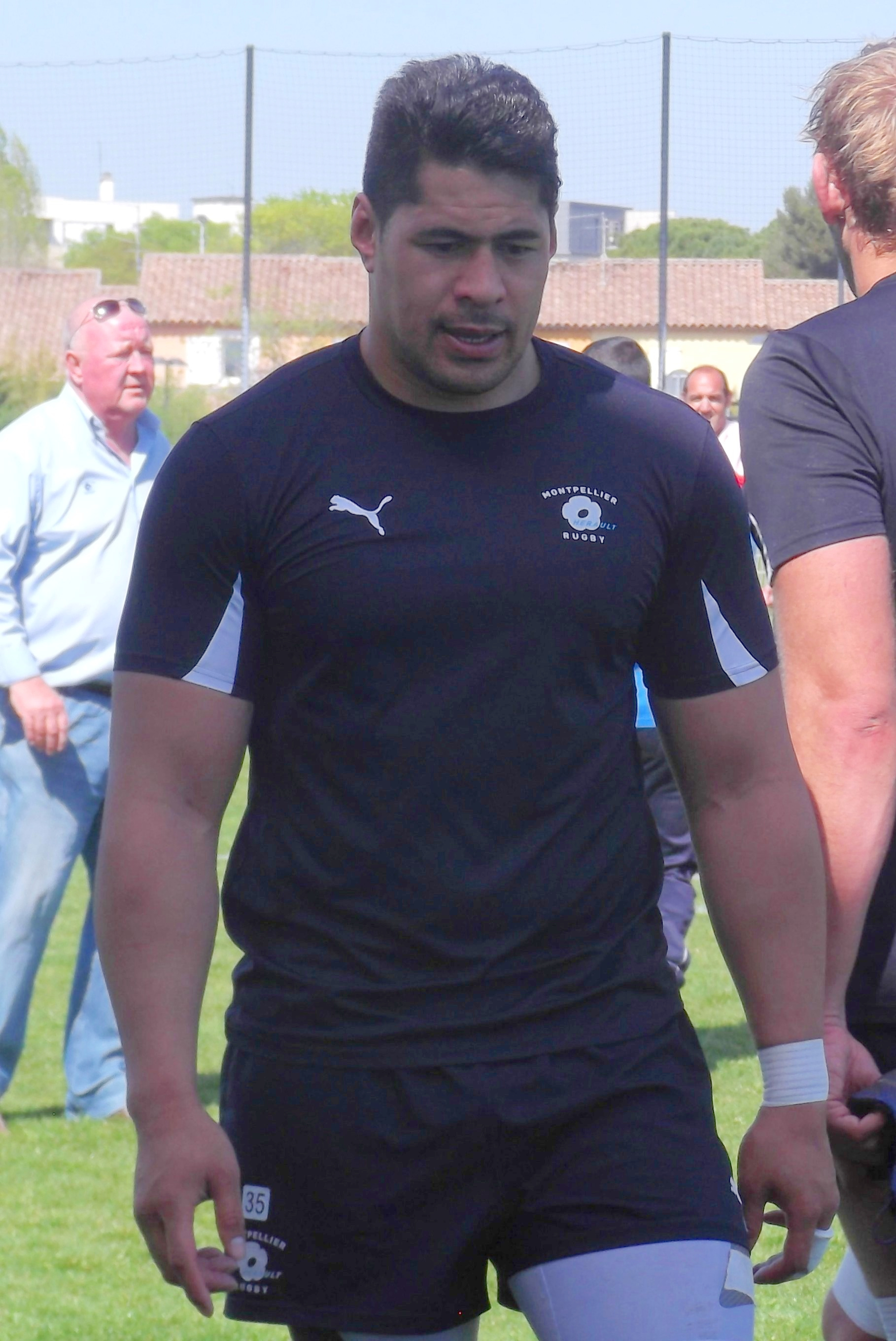
Tulou sous les couleurs du Montpellier HR, lors d'une séance d'entraînement en 4 2013.

Alex Tulou décide par la suite de rejoindre les championnats de France. Malgré un contrat signé avec l'US Montauban, pensionnaire de Top 14, en vue de la saison 2009-2010, la relégation administrative en Fédérale 1 annoncée à l'intersaison y met prématurément fin. Après des essais non conclus avec la Section paloise, puis avec le CA Brive qui recherchait un centre, il rejoint son ancien coéquipier de Wellington Tone Kopelani au CS Bourgoin-Jallieu, évoluant également en Top 14, s'engageant pour deux ans à l'intersaison 2010. En raison des problèmes financiers du club berjallien et après une rencontre avec Fabien Galthié alors entraîneur du Montpellier HR, il est libéré et signe début février 2011 avec le club héraultais comme joker médical en remplacement de Jérôme Vallée jusqu'à la fin de la saison 2010-2011, pour un contrat s'achevant à juin 2013. Il éclipse tous ses concurrents et s'impose dans le pack du MHR sous la direction de Galthié, signant entre-temps une prolongation de trois saisons supplémentaires. Après le remplacement de Fabien Galthié par Jake White, son utilisation dans le groupe est de plus en plus réduite.

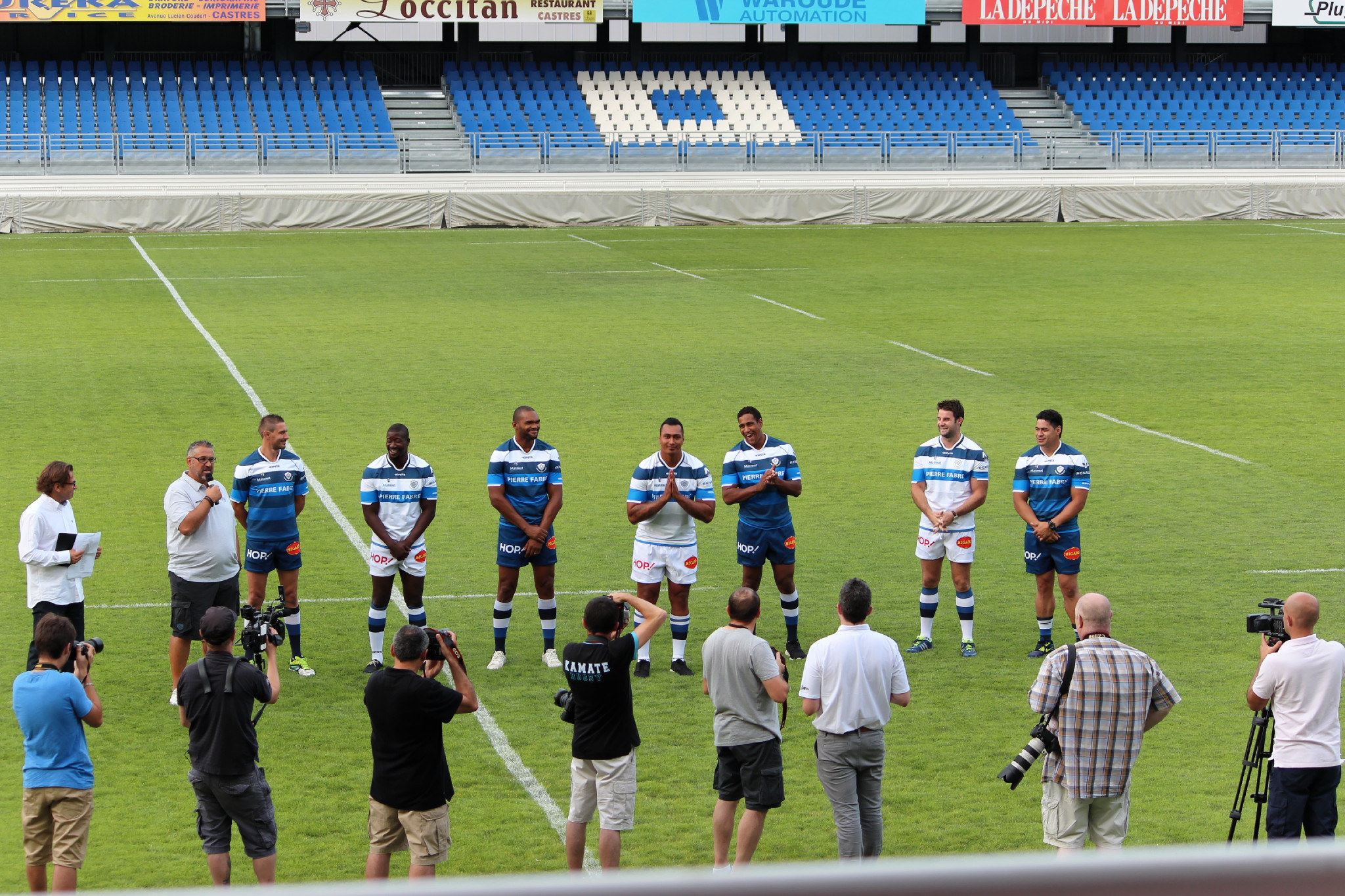
Alex Tulou, ci-contre à droite lors de la présentation au public au stade Pierre-Fabre en 7 2015, est sacré champion de France 2018 avec le Castres olympique.

Il décide alors, en 2015, de rejoindre le Castres olympique, après des contacts avec les entraîneurs Christophe Urios, Frédéric Charrier et Joe El Abd. Alex Tulou y est sacré champion de France de Top 14 en 2018, s'imposant au stade de France contre Montpellier sur le score de 29 à 13.
À l'intersaison 2020, il rejoint le Lyon OU, signant un contrat d'une année sous la direction de Pierre Mignoni. Néanmoins, il y réalise des performances en demi-teinte, concédant « ne pas être présent psychologiquement ».
Non conservé par le club rhodanien, il s'engage pour une saison avec l'US Dax, évoluant alors en division amateur de Nationale ; une double fonction de joueur-entraîneur est d'abord évoquée,, mais n'entre pas en vigueur dès la saison 2021-2022 ; il met un terme à sa carrière de joueur à l'issue de cette saison. Avant cela, il dispute avant une dernière rencontre amicale, portant le maillot des Classic All Blacks (en), sélection sur invitation rassemblant d'anciens joueurs ayant porté le maillot néo-zélandais, à l'occasion de laquelle il affronte fin mai 2022 l'équipe nationale d'Espagne à l'Estadio Metropolitano de Madrid. Son projet initial d'entrer dans le groupe d'entraîneurs du club landais ne se concrétise finalement pas,.

### Reconversion en tant qu'entraîneur
Après sa saison à Dax, il s'engage en tant qu'entraîneur avec le club du Saint-Gély Pic Saint-Loup, à Saint-Gély-du-Fesc dans l'agglomération montpelliéraine, évoluant en Régionale 2 soit la 9e division de la hiérarchie du rugby français. Lors de sa deuxième saison avec le club amateur, il remporte la finale des terroirs face au club de Bédarieux (22-24). En dehors des terrains, il est responsable d'une entreprise de maçonnerie sur Montpellier.
En 2024, il devient entraîneur des avants de l'équipe féminines du Montpellier Rugby Club.

## Palmarès
- Championnat de France de première division :
  - Champion (1) : 2018 avec le Castres olympique.